# Rückschnitt

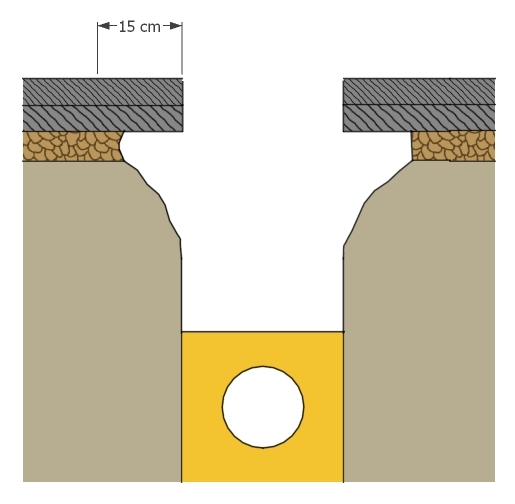
Schnittzeichnung:
Unterläufigkeiten unterhalb des befestigten Oberbaus können zu späteren Schäden führen, wenn der Oberbau vor der Verdichtung des Füllmaterials nicht entsprechend zurückgeschnitten wird.

Als Rückschnitt wird im Straßen- und Tiefbau in Deutschland die Abtreppung gemäß der ZTVA-StB 12 parallel zur Graben- bzw. Grubenkante von Aufgrabungen oder Baugruben verstanden. 
Beim Ausheben des Grabens bzw. der Grube sowie in der Zeit bis zur erneuten Verfüllung lockern sich die unter der gebundenen Decke liegenden ungebundenen Tragschichten und der darunterliegende Unterbau und rutschen teilweise ab. Um die gelockerten Bereiche beim Wiederherstellen des Belags ausreichend verdichten zu können, muss die Decke zuvor zurückgeschnitten werden.
Dabei darf kein Überhang des festen Oberbaus verbleiben, um Projektionsrisse zu vermeiden. Bei Verbreiterungen des Grabens (zum Beispiel wegen Schächten, Ausbrüchen etc.) ist der Rückschnitt rechtwinklig vorzunehmen.
Bei der Verfüllung der Grube sind die befestigten Deck- und ggf. die gebundenen Tragschichten nach dem Einbau der ungebundenen Tragschichten um das Maß der Auflockerung zurückzuschneiden, mindestens jedoch
- bei Grabentiefe < 2,00 m beidseitig 15 cm
- bei Grabentiefe ≥ 2,00 m beidseitig 20 cm[1]

Verbleibt zwischen Abtreppung und Trennfugen bzw. benachbarten Bauteilen wie z. B. Bordsteinen ein Randstreifen von weniger als 35 cm Breite, so ist dieser zu entfernen.
Anschließend sind die aufgelockerten Randzonen der ungebundenen Tragschichten nachzuverdichten.
Werden diese Maßnahmen versäumt oder unsachgemäß ausgeführt, sind Schäden am Straßenoberbau im späteren Zeitverlauf zu erwarten.